# Augusta del Regne Unit (gran duquessa de Mecklenburg-Strelitz)
Augusta del Regne Unit, gran duquessa de Mecklenburg-Strelitz (Hannover 1822 - Neustrelitz 1916) va ser princesa del Regne Unit amb el tractament d'altesa reial essent l'última membre de la Casa reial dels Hannover de la branca anglesa supervivent.
Nascuda al Palau de Montbrillant a Hannover el dia 19 de juliol de 1822 filla del príncep Adolf del Regne Unit i de la princesa Augusta de Hessen-Kassel. Augusta alhora era neta per via paterna del rei Jordi III del Regne Unit i de la duquessa Carlota de Mecklenburg-Strelitz mentre que per via materna ho era del landgravi Frederic III de Hessen-Kassel i de la princesa Carolina Polixena de Nassau-Usingen.
Educat en un ambient distès a Hannover, la princesa passà la seva infància a la ciutat septrentional d'Alemanya a conseqüència de la regència que exercia el duc de Cambridge, el seu pare, sobre el regne de Hannover.
Es casà l'any 1843 amb el gran duc Frederic Guillem I de Mecklenburg-Strelitz, fill del gran duc Jordi I de Mecklenburg-Strelitz i de la princesa Maria de Hessen-Kassel. La parella tingué un fill:
- SAR el gran duc Adolf Frederic V de Mecklenburg-Strelitz, nascat a Neustrelitz el 1848 i mort a Berlín el 1914. Es casà amb la princesa Elisabet d'Anhalt.

Tot i que passà la major part de la seva vida adulta a Alemanya, Augusta conservà estrets vincles amb la família reial britànica. Durant la vida de la seva mare, la duquessa de Cambridge, era una assidua del Palau de Kensington i posteriorment es comprà una casa al barri de Saint James de Londres. Les seves visites a la capital anglesa únicament quedaren interrompides per la seva incapacitat de viatjar durant els últims anys de la seva vida.
Jugà un rol essencial en la configuració del protocol de la coronació del rei Eduard VII del Regne Unit. El duc de Norfolk, encarregat de l'ocasió, consultà la gran duquessa essent l'única que aportà detalls no escrits i insospitats de la coronació de la seva cosina, la reina Victòria I del Regne Unit.
Molt pròxima a la seva neboda, la reina Maria de Teck, no pogué atendre les celebracions de coronació del rei Jordi V del Regne Unit i de la mateixa Maria a conseqüència de l'avançada edat. Durant la Primera Guerra Mundial se seguí escrivint amb la seva neboda a través de l'ambaixada suïssa.
La gran duquessa de Mecklenburg-Strelitz morí a Neustrelitz l'any 1916 on fou enterrada, l'última neta viva del rei Jordi III del Regne Unit i l'última hannover anglesa viva. Alhora fou el membre de la família reial britànica de dret propi que morí amb més anys, rècord únicament superat per la princesa Alícia del Regne Unit